# Monastère de Nekressi
Le monastère de Nekressi est situé sur les premiers contreforts du Caucase, en Kakhétie, il est proche du village de Childa.

## Description
Situé au pied de la chaîne du Daguestan, qui fait partie du Caucase, le monastère perché de Nekressi domine la vallée de l'Alazani. Il est implanté à l'emplacement d'un ancien temple zoroastrien. L'un des pères syriens à l'origine de l'implantation du christianisme en Géorgie, Abibos, y vécut.
La première église fut construite dès le IVe siècle par Mirvan III et subsiste encore. Une autre église, dite de la Vierge, à trois nefs, date des VIe siècle et VIIe siècle.

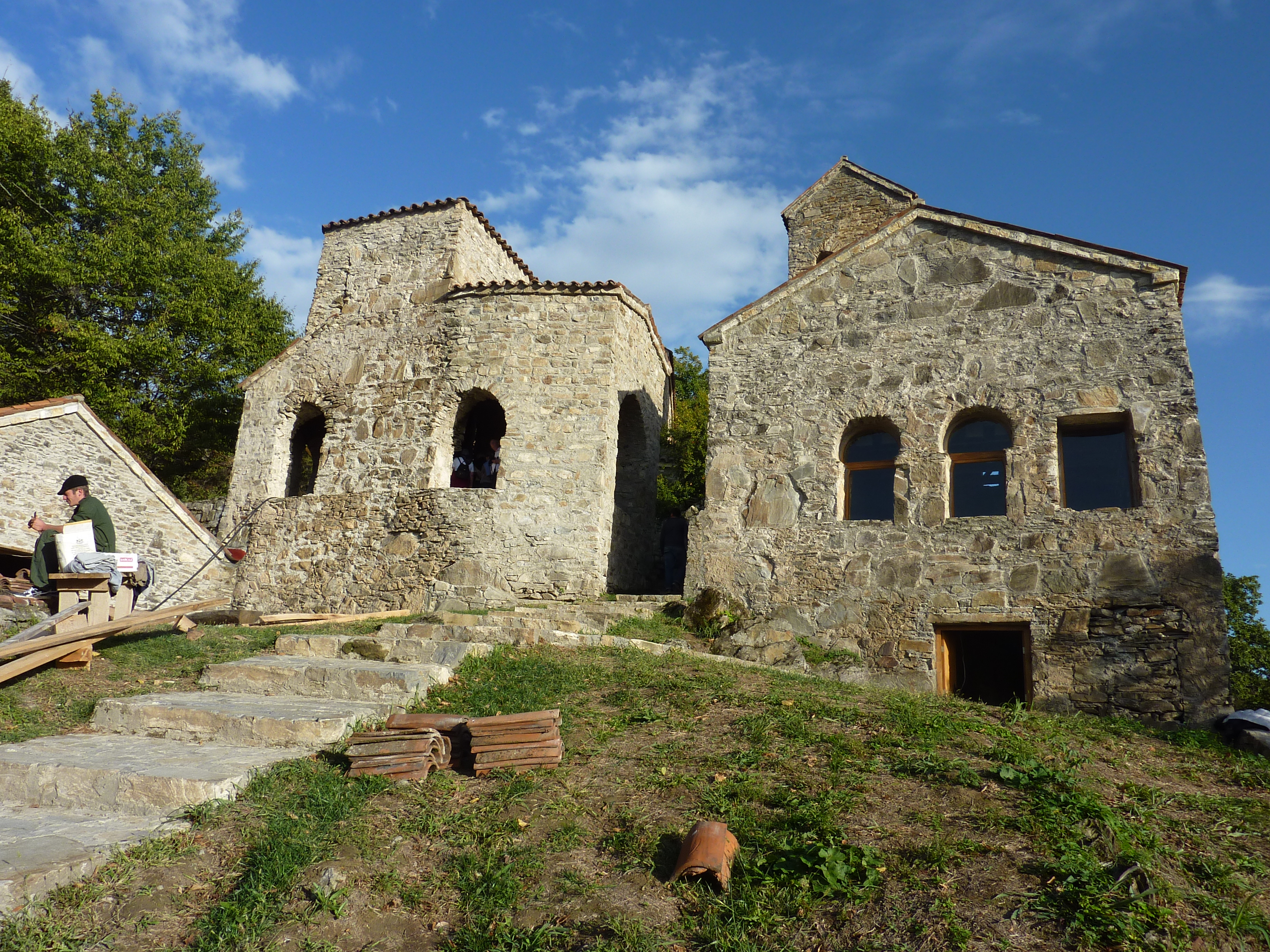
Le monastère fortifié de Nekressi
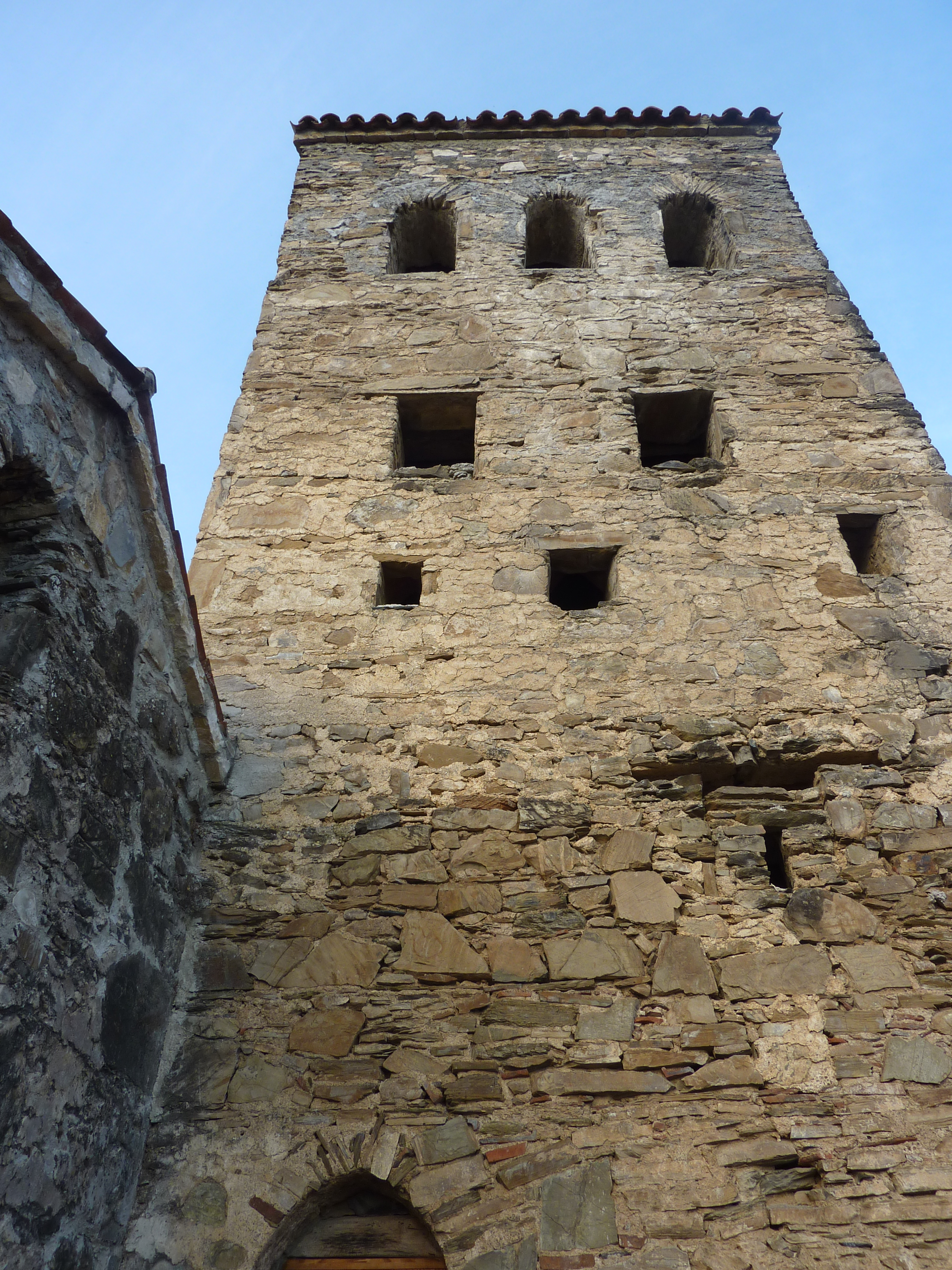
Une des tours du monastère fortifié de Nekressi